# Parlamentarischer Assistent
Parlamentarischer Assistent ist ein persönlicher Mitarbeiter oder wissenschaftlicher Referent eines Abgeordneten.

## Europäisches Parlament
Im Europäischen Parlament beschäftigen viele Abgeordnete parlamentarische Assistenten. Dabei erfolgt die praktische Einstellung des parlamentarischen Assistenten durch seine Akkreditierung beim Europäischen Parlament. Zu Beginn einer jeden Wahlperiode legen die Quästoren die Höchstzahl von Assistenten fest, die der einzelne Abgeordnete akkreditieren kann.
Bei Dienstantritt legen die akkreditierten Assistenten eine schriftliche Erklärung vor, aus der ihre beruflichen Tätigkeiten sowie alle sonstigen bezahlten Ämter oder Tätigkeiten hervorgehen. 

## Litauen
Im litauischen Parlament Seimas darf ein Abgeordneter eine unbeschränkte Zahl von Assistenten haben. Der Staat bezahlt die Arbeit von drei vollbeschäftigten Mitarbeitern als Beamten im öffentlichen Dienst. Der Gehilfe-Sekretär des Seimas-Mitglieds (lit. Seimo nario padėjėjas-sekretorius) ist ein Beamter des politischen-persönlichen Vertrauens und kann jederzeit eingestellt und entlastet werden.